# HSC 2000 Coburg
HSC 2000 Coburg to niemiecki klub piłki ręcznej z siedzibą w Coburgu, Górna Frankonia. Klub ten nigdy nie awansował do rozgrywek Bundesligi.

## Znani zawodnicy
- Václav Vraný